# Thoroughbreds Don't Cry
Thoroughbreds Don't Cry is een Amerikaanse komische muziekfilm uit 1937 onder regie van Alfred E. Green.

## Verhaal
Judy Garland speelt Cricket West, een beginnend actrice die hoopt door te breken met haar stem. Samen met haar excentrieke tante herbergt zij de ruiters van de plaatselijke wedrennen. De leider van de jockeys is de getalenteerde maar verwaande Timmie Donovan. Wanneer een Engelsman ten onrechte Timmie weet te laten diskwalificeren, is het aan Cricket om Timmie te redden van zijn sociale ondergang.

## Rolverdeling
| Acteur           | Personage                |
| ---------------- | ------------------------ |
| Ronald Sinclair  | Roger Calverton          |
| Judy Garland     | Cricket West             |
| Mickey Rooney    | Timmie 'Tim' Donovan     |
| C. Aubrey Smith  | Sir Peter Calverton      |
| Sophie Tucker    | Mother 'Aunt Edie' Ralph |
| Forrester Harvey | Mr. Wilkins              |